# BG Radio
BG Radio (Bulgaars: БГ радио) is een Bulgaars radiostation dat enkel Bulgaarse muziek uitzendt.
De zender startte in 2001 als onderdeel van Metroradio, een conglomeraat met merendeels Oost-Europese radiozenders. In 2005 werd het bereik van BG Radio landelijk dekkend in Bulgarije en in 2007 werd de zender samen met meerdere zenders van MetroMedia overgenomen door Communicorp. In juni 2018 werd de zender samen met de andere Bulgaarse zenders van Communicorp verkocht aan het management dat de holding Fresh Media Bulgaria daartoe heeft opgezet.
De zender, die een doelgroep heeft van tussen de 18 en 45 jaar, werd een van de populairdere Bulgaarse zenders. Jaarlijks worden prijzen uitgereikt voor Bulgaarse muziek.
In Nederland werd de zender van 22 augustus 2013 tot 29 augustus 2014 uitgezonden via DAB+ als invulling van de verplichte tweede zender van Radio 10 binnen de vergunning van Ad Venture Radio (AVR). Op een Nederlands domein voor BG Radio, dat geregistreerd werd door RadioCorp (het moederbedrijf van AVR), stond het logo van 100% NL. Zowel Radio 10 als 100% NL (een Nederlandse equivalent van BG Radio) vallen onder RadioCorp wat zelf weer uit voormalige onderdelen van MetroMedia stamt. Op deze DAB+ frequentie zendt sindsdien Radio 10 Gold uit.
De Nederlandse domeinnaam linkt sinds 28 maart 2021 door naar de site van 100% NL. Sinds 13 april 2021 zendt BG Radio weer uit in Nederland, nu via het DAB+-pakket van MTVNL.